# Арбузов, Василий Алексеевич
Василий Алексеевич Арбузов (17 мая 1858 — 6 октября 1917, Торопец, Псковская губерния) — русский военный юрист, генерал от инфантерии (1916).

## Биография
В 1877—79 годах учился в Николаевском кавалерийском училище, из которого был выпущен прапорщиком в Лейб-гвардии Измайловский полк. В 1886 году окончил Александровскую военно-юридическую академию, после чего из штабс-капитанов лейб-гвардии был переименован в капитаны военно-судебного ведомства. 
В 1887—97 годах служил помощником военного прокурора (с 1894 года — полковник); в 1897—1902 годах — военным следователем. В 1902 году был произведён в генерал-майоры и назначен судьёй Петербургского военно-окружного суда (1902—1908). Занимал эту должность до 1908 года, после чего был произведён в генерал-лейтенанты и назначен прокурором Виленского военно-окружного суда (1908—1909). В 1909 году был переведён обратно в Санкт-Петербург на должность прокурора военно-окружного суда (1909—1912). 
В 1912 году был назначен председателем Варшавского военно-окружного суда. В годы Первой мировой войны суд эвакуировался в Минск, где продолжил свою работу. 
Имел награды вплоть до ордена Белого орла (1916).
В 1916 году Арбузов вышел в отставку по болезни с присвоением чина генерала от инфантерии. В следующем году скончался в городе Торопец Псковской губернии.

## Старшие награды
- Орден Святого Владимира 3 степени (1905)
- Орден Святого Станислава 1 степени (1908)
- Орден Святой Анны 1 степени (1913)
- Орден Святого Владимира 2 степени (1915)
- Орден Белого Орла (1916)